# Мадейрский королёк
Мадейрский королёк (лат. Regulus madeirensis) — мелкая певчая птица семейства корольковых. Эндемик острова Мадейра.

## Описание
Мадейрский королёк длиной от 9 до 10 см. До 2003 года вид рассматривался как подвид красноголового королька. От последнего он отличается более короткими бровями, более тусклым оранжевым хохолком и более длинным клювом.

## Распространение
Мадейрский королёк — эндемик острова Мадейра. Он обитает в лавровых лесах на высоте от 600 до 1550 м над уровнем моря. Предпочитает ландшафты, поросшие эрикой древовидной. Собирает насекомых с листьев и веток.

## Размножение

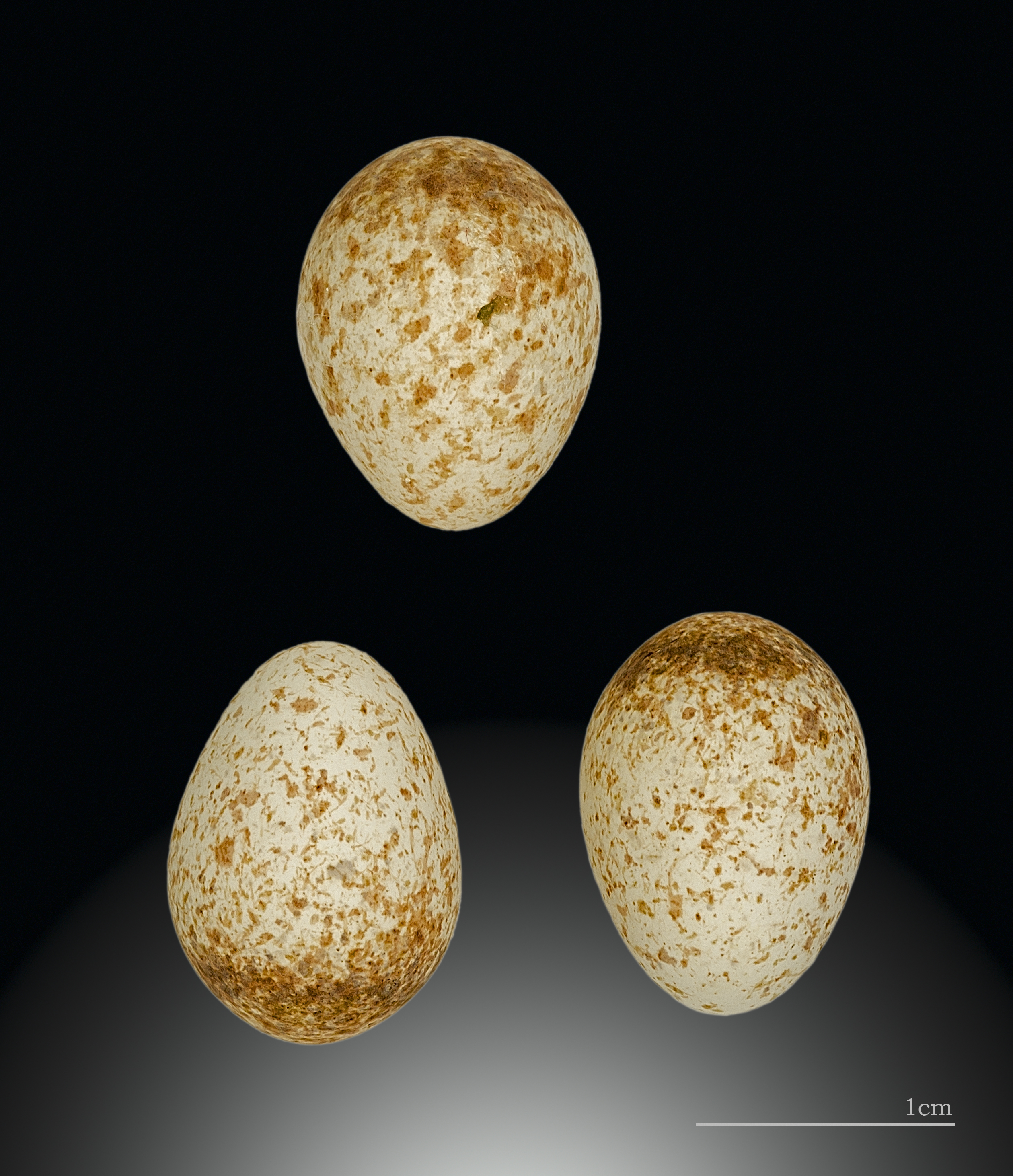
Regulus madeirensis

Шарообразное гнездо висит на ветви, а строится из паутины, мха и маленьких веток.